# 道の駅カモンパーク新湊
道の駅カモンパーク新湊（みちのえき カモンパークしんみなと）は、富山県射水市鏡宮にある国道8号の道の駅である。通称として、道の駅新湊と表記する場合がある。

## 概要
国道8号と国道472号が立体交差する鏡宮交差点にある。
「カモンパーク」は博物館、新湊市農村環境改善センターも合わせた愛称で、1997年「12月2日に開かれた選考会にて決定された（富山県内外から応募のあった213点の中から一次審査で44点に絞られ、当時の新湊市長や市議会議長、商工会議所や地元の代表者らによる二次審査にて選ばれた）。愛称が「カモンパーク」となったのは、多くの人に来てもらえる親しみやすい愛称であることに加え、旧新湊市のマスコットが、「カモンちゃん」という名前だったためであり、この「カモンちゃん」は、旧新湊市内出身で漫画『美味しんぼ』の絵を担当している花咲アキラがデザインしたものである。
施設は、第二次世界大戦後の日本建築史を代表する建築家の一人である内井昭蔵
（内井昭蔵建築設計事務所）の設計である。また同地内北側に隣接して、同じく内井昭蔵設計の射水市新湊博物館がある。
2025年までに、宿泊施設の新設も含めた大規模改修を実施する予定。

## 施設
当駅では、富山湾が漁場で新湊漁港で水揚げされる白エビを使ったハンバーガー（白エビバーガー）やかき揚げ丼がメニューとして提供されている。
- 駐車場
  - 普通車：161台[3]
  - 大型車：45台[3]
  - 身障者用：6台[3]
- トイレ
  - 男：大 3器（1器）、小 7器（2器）
  - 女：9器（3器）
  - 身障者用：4器（2器）

※（）内は、24時間利用可能
- 物産コーナー（売店、8:00 - 21:00）[3]
- レストラン（平日 11:00 - 15:00、土日祝日 11:00 - 15:00・17:00 - 21:00）
- 新湊食堂（フードコート、8:00 - 21:00）
- ファストフードコーナー（8:00 - 16:00）[3]
- 展示コーナー（8:00 - 21:00）[3]
  - 横5mの大型水槽には富山湾の魚たちを、円筒型水槽には4月から10月までの限定で白エビを常設展示している[13]。生きた白エビの展示は、近畿大学水産研究所の協力により世界初の展示となった[13]。
- 射水市新湊博物館（9:00 - 17:00）

### 管理
- 設置者：射水市
- 指定管理者：株式会社道の駅新湊[14][4]

## 休館日
- 年中無休[3]
  - ファストフードコーナーのみ：毎週木曜日[3]

## 交通アクセス
- 国道8号 - 登録路線
  - 国道472号
- 北陸自動車道小杉ICより約15分。
- 射水市コミュニティバス（きときとバス）。
  - あいの風とやま鉄道あいの風とやま鉄道線 小杉駅より新湊・小杉線で「カモンパーク新湊」バス停下車。
  - あいの風とやま鉄道あいの風とやま鉄道線 越中大門駅より新湊・大門線で「カモンパーク新湊」バス停下車。
  - 万葉線新湊港線 中新湊駅より新湊・本江線で「新湊博物館前」バス停下車。